# Översättarcentrum
Översättarcentrum, bildat 1979, är en ideell förening och centrumbildning för skönlitterära och facklitterära översättare som förmedlar översättare från olika språk och olika ämnesområden. 
Föreningen vänder sig främst till förlag, men även till kulturinstitutioner och vissa företag. Personer som översatt minst ett fack- eller skönlitterärt verk till eller från svenska utgivet på ett etablerat förlag kan ansöka om medlemskap. 
Verksamheten finansieras förutom av medlemsavgifter med anslag från Statens kulturråd. 
Föreningen utger tidskriften Med andra ord.